# 前602年
| 千纪： | 前1千纪 |
| 世纪： | 前8世纪 \| 前7世纪 \| 前6世纪 |
| 年代： | 前630年代 \| 前620年代 \| 前610年代 \| 前600年代 \| 前590年代 \| 前580年代 \| 前570年代                                                                                   |
| 年份： | 前607年 \| 前606年 \| 前605年 \| 前604年 \| 前603年 \| 前602年 \| 前601年 \| 前600年 \| 前599年 \| 前598年 \| 前597年                                                     |
| 纪年： | 周定王五年 魯宣公七年 齊惠公七年 晉成公五年 秦桓公二年 宋文公九年 楚庄王十二年 衛成公三十三年 陈灵公十二年 蔡文侯十年 曹文公十六年 郑襄公三年 燕桓公十六年 杞桓公三十五年 |

## 大事記
- 黄河在黎阳宿胥口（今河南浚县西南）决徙，偏离禹河故道，至章武（今河北沧县东北）入海，为史载大禹治水后黄河第一次大改道。